# Gainax
Gainax (japonsky ガイナックス, Gainakkusu) je japonské animační studio, které se nejvíce proslavilo televizním seriálem Neon Genesis Evangelion (zkráceně NGE). Gainax je znám díky svým ambiciozním, experimentálním anime a kontroverzním koncům. Po celou dobu své existence se studio Gainax potýkalo s rozpočtovými problémy a špatným managementem. Těsně po úspěchu NGE se Gainax vyhýbalo placení daní a jeho prezident, Takeši Sawamura, byl odsouzen za daňový podvod.
Až do uvedení Neon Genesis Evangelion pracoval Gainax na příbězích vytvořených podomácku. Poté studio adaptovalo stále více existujících mang, jako Kareši kanodžo no džidžó a Mahoromatic, do anime. Dalo by se říct, že Gainax v dnešní době produkuje dva typy anime: komerční díla (Mahoromatic, Kore ga wataši no gošudžin-sama) versus experimentálnější díla, která odpovídají zvyklostem společnosti (FLCL, Gunbuster). Kromě tvorby anime se Gainax velmi silně spoléhá také na reklamní prodej slavných rekvizit společnosti. Ačkoli seriál Neon Genesis Evangelion skončil v roce 1996, videohry, třička a další doplňky s touto tematikou jsou produkovány dodnes.

## Historie
Studio Gainax bylo založeno na počátku 80. let 20. století jako Daicon Film skupinkou vysokoškoláků Hideakim Annem, Jošijukim Sadamotem, Takamim Akaim a Šindžim Higučim. Jejich první projekt Daicon III byl vytvořen pro animované spoty 20. výročí japonské národní SF konvence, konající se roku 1981 v japonské Ósace. Spoty byly o malé holčičce bojující proti všelijakým monstrům, robotům a vesmírným lodím z dřívějších sci-fi televizních pořadů (zahrnujících například Ultramana, Učú senkan Jamato, Star Trek, Star Wars nebo Godzillu). Dívka nakonec dosáhne pouštní pláně, kde vylije sklenici vody na vyschlou ředkev, která se záhy promění v obrovskou vesmírnou loď, s níž dívka odletí. Ačkoli byl tento animovaný spot ambiciózní, jeho animace byly hrubé a nízké kvality. Na internetu se rozšířil výklad tohoto díla tvrdící, že voda představuje kreativitu a obrazotvornost, monstra a jiní protivníci stojící proti dívce pak ty, kdo se snaží tvůrčí duši zničit.
V roce 1983 na 22. výročí japonské národní SF konvenci již skupina vytvořila větší projekt - Daicon IV. Spot začínal rekapitulací původního šotu s daleko vyšší kvalitou animací. Zatímco hlavní hrdinka, v dospělém věku a oblečená do králičího kostýmu z Playboye, létala po obloze na meči Stormbringer, bojovala proti bytostem známých ze sci-fi a fantasy filmů nebo novel (například proti Darth Vaderovi, Vetřelci, klingonskému bitevnímu křižníku nebo Spidermanovi). Celá akce byla doprovázená písní „Twilight“ od hudební skupiny Electric Light Orchestra. Protože použití této písně nebylo licencované, spot nemohl být oficiálně vydán na DVD, které později vyšlo jako limitovaná edice spotů studia Daicon. Píseň se objevila také jako úvodní znělka hraného seriálu Denša otoko, tentokrát již licencovaná. Díky Daicon IV začalo být Daicon Film bráno jako talentované anime studio. Studio změnilo svůj název na Gainax v roce 1985.

## Tvorba

### Televizní seriály
- Nadia: Tajemství Modré vody (1990)
- Neon Genesis Evangelion (1995) – v koprodukci s Tacunoko Production
- Kareši kanodžo no džidžo (1998), známé také jako Kare Kano
- Anime ai no awa awa awá (1999)
- Oručuban Ebiču (1999)
- FLCL (2000)
- Mahoromatic (2001)
- Abenobaši mahó šótengai (2002)
- Puči puri Yucie (2002)
- Bókjaku no senricu (2004)
- Kono minikuku mo ucukušii sekai (2004, známé také jako Konomini
- Kore ga wataši no gošudžin-sama (2005)
- Tengen toppa Gurren-Lagann (2007)
- Šikabane hime (2008)
- Hanamaru jóčien (2010)
- Panty & Stocking with Garterbelt (2010)
- Dantalian no šoka' (2011)
- Medaka Box (2012)
- Medaka Box Abnormal (2012)
- Tokurei soči dantai Stella džo-gakuin kótó-ka C3-bu (2013)
- Mahó šódžo taisen (2014)
- Hókago no Pleiades (2015)

### Filmy
- Óricu učúgun: oneamisu no cubasa (1987)
- Neon Genesis Evangelion: Death & Rebirth (1997)
- The End of Evangelion (1997)
- Revival of Evangelion (1998)
- Cowboy Bebop the Movie: Knockin' on Heaven's Door (2001)
- Cutie Honey (2004)
- Gunbuster & Diebuster Movie (2006)
- Rebuild of Evangelion (2007 – dosud)
- Tengen toppa Gurren-Lagann: Gurren-hen (2008)
- Tengen toppa Gurren-Lagann: Lagann-hen (2009)

### OVA
- Top o Nerae! Gunbuster (1988)
- Otaku no Video (1992)
- Re: Cutie Honey (2004)

Gainax produkuje také počítačové hry. Mezi ně patří svlékací hra mahjong s postavami z Evangelionu a velmi slavná série Princess Maker, vydávaná od roku 1991.

## Daicon tokusacu fan filmy
Ještě jako Daicon Films, Gainax vytvářel série tzv. tokusacu fan filmů. Tyto krátké filmy, vydávané od 80. let 20. století, obvykle parodovaly filmy s monstry a superhrdiny. Mezi ně patří:
- Patriotic Task Force Dai-Nippon (愛国戦隊大日本 Aikoku sentai dai-nippon) (1982) — parodie oblíbených Super Sentai pořadů, které mimo jiné byly satirou rusko-japonské války. Hrdinové symbolizovali Japonsko a zlé Impérium Rudého medvěda vedené „Smrtí Kremlu“ Rusko.
- Return of Ultraman (帰ってきたウルトラマン Kaettekita Urutoraman) (1983) — stejnojmenná parodie filmu Return of Ultraman s občasnými dobře provedenými speciálními efekty i navzdory nízkému rozpočtu.
- The Eight-Headed Giant Serpent Strikes Back (八岐之大蛇の逆襲 Jamata no oroči no gjakušú) (1985) — epická 72-minutová parodie filmů s obřími příšerami. Pro tento film dělal speciální efekty Šindži Higuči.

## Zajímavosti
- Několik Kare Kano animovaných scén a návrhů oděvů postav je nápadně podobných Neon Genesis Evangelionu, stejně jako pár otevřených narážek. Například scénka, kdy Mijazawa v jednom dílu Kare Kano ve žlutém obleku Asuky podlehne zběsilosti EVA-01.
- Fanoušci často upozorňují na neobvykle silnou podobnost vzhledu postav z Nadii a Evangelionu. Tento fakt se dá ale odůvodnit stejným designérem Jošijukim Sadamotem.
- Maskot Gainaxu je superdeformací Dr. Ricuky Akagi z NGE.
- V jedné epizodě He is My Master jsou odkazy na všechna díla Gainaxu v podobě plyšáků, oděvů nebo chování postav.
- Kontroverzní konce Gainaxu jsou přisuzovány buď experimentálnímu vyprávění nebo nízkému rozpočtu.
- Gainax také pracoval na propagačním videu z roku 1987 pro skladbu Marionette japonské skupiny Boøwy.